# 알룐카
알룐카(러시아어: Алёнка)는 보리스 바르네트가 감독한 1961년 소련 코미디 영화이다.
이 영화는 알룐카라는 소녀의 눈을 통해 러시아 사회주의 체제 조직의 주요 단계 중 하나를 보여준다.

## 줄거리
이 영화는 1950년대 중반 미개간지 개척 운동에 참여하기 위해 카자흐 스텝 지역으로 온 사람들의 이야기를 다룬다.
추수기 동안 아홉 살 알룐카는 부모님을 떠나 500km 떨어진 지역 중심지로 가서 학업을 계속한다. 미개간지에 새로 설립된 국영 농장에는 아직 학교가 없기 때문이다. 길을 따라가면서 동행자들은 긴 여정 동안의 삶과 사랑 이야기를 나눈다.
이 영화는 일련의 단편들로 구성되어 있으며, 각 이야기는 알룐카의 어린아이 같은 시선을 통해 생생하게 되살아난 등장인물들에 의해 재구성된다.
한 이야기는 의과대학을 졸업한 후 미개간지에서 일하기 위해 리가에서 이주한 젊은 치과 의사 엘사 칼닌(안다 자이체)을 따라간다. 국영 농장의 의료 시설에 적절한 진료실과 치과 의자가 없어 어려움을 겪던 엘사는 필요한 장비를 조달하기 위해 아르크의 지역 중심지로 모험적인 여행을 떠난다.
알룐카 자신은 학교에서 낙제 점수 다섯 개를 받기로 결심하여 친절하고 나이 많은 선생님인 비타미니치(에라스트 가린)를 절망에 빠뜨릴 뻔한 유머러스한 에피소드를 이야기한다.
또 다른 이야기는 모스크바 출신의 도시 소녀 리다(마야 멩글레트)의 이야기로, 그녀의 트랙터 운전사 남편 스테판 레븐(바실리 슈크신)이 데려온 벨로고르스크의 콤소몰 건설 현장 생활에 싫증을 느낀다. 부부는 미개간지로 이주하지만, 국영 농장에 혼인 등록 사무소(ZAGS)가 없다는 사실로 인해 결혼 생활의 어려움은 계속된다.
마지막으로, 친절한 러시아 여성인 바실리사 페트로브나(이리나 자루비나)의 이야기는 비극으로 얼룩져 있다. 그녀의 딸 리자(나탈리야 셀레즈뇨바)는 씨앗 재고를 구하려다 영웅적으로 사망한다. 상실감에도 불구하고, 시베리아 마을에 사는 바실리사의 다른 딸은 죽은 언니의 자리를 대신하여 미개간지로 오기로 결심한다.

## 출연진
- 나탈리야 오보도바 - 알룐카 무라토바 (나타샤 오보도바)
- 이리나 자루비나 - 바실리사 페트로브나
- 바실리 슈크신[5] - 스테판 레반 (V. 슈크신)
- 니콜라이 보고류보프 - 드미트리 프로코피치
- 에라스트 가린 - 콘스탄틴 베냐미노비치
- 니콜라이 크류치코프 - 로만 세묘노비치
- 예브게니 슈토프[6]
- 나탈리야 셀레즈뇨바 - 엘리자베타